# Forel (Lavaux)
Forel (Lavaux) ist eine politische Gemeinde im Distrikt Lavaux-Oron des Kantons Waadt in der Schweiz.

## Geographie
Forel (Lavaux) liegt auf 716 m ü. M., 11 km östlich der Kantonshauptstadt Lausanne (Luftlinie). Die Streusiedlungsgemeinde erstreckt sich auf dem südöstlich an den Jorat anschliessenden Hochplateau, nördlich des Genferseebeckens, im Waadtländer Mittelland.
Die Fläche des 18,5 km² grossen Gemeindegebiets umfasst einen Abschnitt der Molassehöhen des Jorat. Fast das ganze Gebiet wird durch den Grenet und seine Quellbäche nach Nordosten zur Broye entwässert. Den zentralen Teil bildet die auf 690 m ü. M. liegende Ebene bei Le Plâne, auf der die Bäche Neirigue und Mortigue (von Süden) und der aus dem Jorat kommende Grenet (von Norden) zusammenfliessen. Östlich dieser Ebene wendet sich der Grenet nach Nordosten und bildet hier die Ostgrenze von Forel (Lavaux). Nach Norden erstreckt sich der Gemeindeboden in das ausgedehnte Waldgebiet Bois du Grand Jorat (bis 884 m ü. M.), in dem der Carrouge entspringt. Im Nordosten gehört auch das leicht reliefierte Gebiet des Petit Jorat (bis 730 m ü. M.) zu Forel (Lavaux). Im Westen bildet der sanft geneigte Hang von Savigny die Begrenzung. Nach Süden reicht die Gemeindefläche bis auf die waldigen Höhen des Mont de Gourze, auf dem mit 925 m ü. M. der höchste Punkt von Forel (Lavaux) erreicht wird. Über diese Höhen verläuft die Wasserscheide zwischen den Einzugsgebieten von Rhone und Rhein. Von der Gemeindefläche entfielen 1997 7 % auf Siedlungen, 28 % auf Wald und Gehölze, 64 % auf Landwirtschaft und etwas weniger als 1 % war unproduktives Land.
Die Streusiedlungsgemeinde besteht aus dem eigentlichen Zentrum Cornes de Cerf (716 m ü. M.) und zahlreichen Weilern und Hofsiedlungen, darunter Le Pigeon (684 m ü. M.), Le Plâne (691 m ü. M.), Le Grenet (750 m ü. M.), Les Chesaudes (724 m ü. M., ein Einfamilienhausquartier) und La Tuilière (722 m ü. M.), alle auf der Hochfläche südöstliche des Jorat gelegen, sowie vielen Einzelhöfen. Nachbargemeinden von Forel (Lavaux) sind Puidoux, Bourg-en-Lavaux, Savigny, Servion und Oron.

## Bevölkerung
Mit 2066 Einwohnern (Stand 31. Dezember 2023) gehört Forel (Lavaux) zu den mittelgrossen Gemeinden des Kantons Waadt. Von den Bewohnern sind 92,2 % französischsprachig, 3,3 % deutschsprachig und 1,4 % portugiesischsprachig (Stand 2000). Die Bevölkerungszahl von Forel (Lavaux) belief sich 1850 auf 1029 Einwohner, 1900 auf 1053 Einwohner. Danach wurde durch stetige Abwanderung bis 1960 eine Abnahme auf 833 Einwohner verzeichnet; seither stieg die Bevölkerungszahl wieder markant an und verdoppelte sich innerhalb von 40 Jahren. Besonders während der 1980er Jahre wurde ein starker Zuwachs registriert.

## Wirtschaft
Forel (Lavaux) war bis in die zweite Hälfte des 20. Jahrhunderts ein vorwiegend durch die Landwirtschaft geprägtes Dorf. Noch heute haben der Ackerbau, die Milchwirtschaft und die Viehzucht sowie die Forstwirtschaft einen wichtigen Stellenwert in der Erwerbsstruktur der Bevölkerung. Alle drei Wirtschaftssektoren können derzeit rund 33 % der Erwerbstätigen auf sich vereinen.
Seit den 1970er Jahren ist im Bereich von Le Pigeon ein Gewerbegebiet entstanden. Hier haben sich Unternehmen des Baugewerbes und der Informationstechnologie niedergelassen; daneben gibt es auch eine Firma, die Küchengeräte herstellt. Durch den Bau von zahlreichen Einfamilienhäusern in den letzten Jahrzehnten hat sich das Dorf auch zu einer Wohngemeinde entwickelt. Viele Erwerbstätige sind deshalb Wegpendler, die vor allem in Lausanne und in der Region Vevey-Montreux arbeiten.

## Verkehr
Die Gemeinde ist verkehrstechnisch gut erschlossen. Sie liegt an der Hauptstrasse von Moudon nach Vevey, die hier von der Strasse Lausanne - Oron-la-Ville gekreuzt wird. Die nächsten Autobahnanschlüsse an die 1974 eröffnete A9 (Lausanne-Sion), sind Belmont (im Südwesten) und Chexbres (im Süden), jeweils rund 6 km vom Ort entfernt. Durch die Autobuslinie 65 der Transports publics de la région Lausannoise, die von Lausanne nach Servion verkehrt, ist Forel (Lavaux) an das Netz des öffentlichen Verkehrs angebunden.

## Geschichte
Die erste urkundliche Erwähnung des Ortes erfolgte 1274 unter dem Namen Fores; bereits seit 1300 ist der heutige Name überliefert. Der Ortsname geht auf das spätlateinische forestum zurück, das Wald bedeutet und im Mittelalter als Jagdgebiet meist für die Adelsfamilien reserviert war. Auch die ausserhalb eines geschlossenen Ortes liegenden Weiler und Höfe wurden im Altfranzösischen forest genannt.
Das einst dicht bewaldete Gebiet von Forel (Lavaux) wurde im 12. Jahrhundert von den Mönchen der Zisterzienserabtei Haut-Crêt gerodet und urbar gemacht. In der Folgezeit war das Gebiet zwischen den Grafen von Savoyen und dem Bischof von Lausanne umstritten, bis letzterer Forel im Jahr 1300 durch Kauf an sich brachte.
Mit der Eroberung der Waadt durch Bern im Jahr 1536 gelangte das Dorf unter die Verwaltung der Vogtei Lausanne. Nach dem Zusammenbruch des Ancien Régime gehörte Forel (Lavaux) von 1798 bis 1803 während der Helvetik zum Kanton Léman, der anschliessend mit der Inkraftsetzung der Mediationsverfassung im Kanton Waadt aufging. 1798 wurde es dem Bezirk Lavaux zugeteilt. Forel gehörte bis 1824 zur Grossgemeinde Villette und wurde auch Les Monts de Villette genannt. Mit der Aufteilung von Villette wurde Forel (Lavaux) eine selbständige politische Gemeinde mit dem Gemeindezentrum in Cornes de Cerf.

## Sehenswürdigkeiten
Die Kirche in Cornes de Cerf wurde 1869 erbaut und gehört noch heute zur Pfarrei Savigny.
Ein Panorama auf das Genferseebecken, die Alpen und den Jura bietet sich vom Aussichtsturm Tour de Gourze auf dem 925 m hohen Mont de Gourze.